# Primera División de España 1948-49
La temporada 1948/49 de la Primera División de España de fútbol, correspondiente a la decimoctava edición del campeonato, comenzó el 12 de septiembre de 1948 y terminó el 17 de abril de 1949. 
Se proclamó campeón el C. F. Barcelona por segundo año consecutivo. 

## Equipos participantes
El Real Valladolid debutó esta temporada en Primera División. En total, tomaron parte en el torneo 14 clubes:
| Equipo                      | Ciudad     | Estadio          |
| --------------------------- | ---------- | ---------------- |
| Club Deportivo Alcoyano     | Alcoy      | El Collao        |
| Atlético de Bilbao          | Bilbao     | San Mamés        |
| Club Atlético de Madrid     | Madrid     | Metropolitano    |
| Club de Fútbol Barcelona    | Barcelona  | Las Corts        |
| Real Club Celta             | Vigo       | Balaidos         |
| Real Club Deportivo         | La Coruña  | Riazor           |
| Real Club Deportivo Español | Barcelona  | Sarriá           |
| Club Gimnástico             | Tarragona  | Avenida Cataluña |
| Real Oviedo                 | Oviedo     | Buenavista       |
| Real Madrid Club de Fútbol  | Madrid     | Chamartín        |
| Centro de Deportes Sabadell | Sabadell   | Cruz Alta        |
| Sevilla Club de Fútbol      | Sevilla    | Nervión          |
| Valencia Club de Fútbol     | Valencia   | Mestalla         |
| Real Valladolid Deportivo   | Valladolid | Municipal        |

## Sistema de competición
El torneo estuvo organizado por la Federación Española de Fútbol.
Esta temporada participaron catorce equipos de toda la geografía española. Encuadrados en un grupo único y siguiendo un sistema de liga, se enfrentaron todos contra todos en dos ocasiones -una en campo propio y otra en campo contrario- durante un total de 26 jornadas. El orden de los encuentros se decidió por sorteo antes de empezar la competición.
La clasificación se estableció a razón del siguiente sistema de puntuación: dos puntos para el equipo vencedor de un partido, un punto para cada contendiente en caso de empate y cero puntos para el perdedor de un partido. El equipo que más puntos sumó se proclamó campeón de liga.
Los dos últimos clasificados descendieron directamente a la Segunda División, siendo reemplazados para la próxima temporada por los dos primeros clasificados de esta categoría.

## Clasificación

### Clasificación final
| Pos. | Equipo                    | Pts. | PJ | G  | E | P  | GF | GC | Dif. | Clasificación                          |
| ---- | ------------------------- | ---- | -- | -- | - | -- | -- | -- | ---- | -------------------------------------- |
| 1    | C. F. Barcelona (C)       | 37   | 26 | 16 | 5 | 5  | 66 | 36 | +30  | Campeón y Clasificado a la Copa latina |
| 2    | Valencia C. F. (C, O)     | 35   | 26 | 16 | 3 | 7  | 78 | 47 | +31  | Doblete de Copa y Copa Eva Duarte      |
| 3    | Real Madrid C. F.         | 34   | 26 | 15 | 4 | 7  | 67 | 42 | +25  |                                        |
| 4    | Atlético de Madrid        | 34   | 26 | 15 | 4 | 7  | 54 | 32 | +22  |                                        |
| 5    | Real Oviedo C. F.         | 30   | 26 | 13 | 4 | 9  | 50 | 43 | +7   |                                        |
| 6    | Atlético de Bilbao        | 24   | 26 | 11 | 2 | 13 | 61 | 63 | −2   |                                        |
| 7    | R. C. D. Español          | 24   | 26 | 10 | 4 | 12 | 51 | 46 | +5   |                                        |
| 8    | Sevilla C. F.             | 23   | 26 | 11 | 1 | 14 | 35 | 40 | −5   |                                        |
| 9    | Gimnástico de Tarragona   | 23   | 26 | 10 | 3 | 13 | 59 | 72 | −13  |                                        |
| 10   | R. C. Deportivo La Coruña | 22   | 26 | 9  | 4 | 13 | 56 | 60 | −4   |                                        |
| 11   | R. C. Celta de Vigo       | 22   | 26 | 9  | 4 | 13 | 51 | 64 | −13  |                                        |
| 12   | Real Valladolid           | 22   | 26 | 10 | 2 | 14 | 38 | 59 | −21  |                                        |
| 13   | C. D. Alcoyano (D)        | 21   | 26 | 8  | 5 | 13 | 30 | 54 | −24  | Descenso a Segunda División            |
| 14   | C. D. Sabadell C. F. (D)  | 13   | 26 | 5  | 3 | 18 | 43 | 81 | −38  | Descenso a Segunda División            |

 Fuente: BDFutbol
Criterios de clasificación: Puntos · Diferencia de goles · Goles a favor · Play-off
|                         |
| Campeón C. F. Barcelona |

### Evolución de la clasificación
| Equipo / Jornada       | 01 | 02 | 03 | 04 | 05 | 06 | 07 | 08 | 09 | 10 | 11 | 12 | 13 | 14 | 15 | 16 | 17 | 18 | 19 | 20 | 21 | 22 | 23 | 24 | 25 | 26 |
| ---------------------- | -- | -- | -- | -- | -- | -- | -- | -- | -- | -- | -- | -- | -- | -- | -- | -- | -- | -- | -- | -- | -- | -- | -- | -- | -- | -- |
| CF Barcelona           | 2  | 1  | 1  | 1  | 1  | 2  | 2  | 1  | 2  | 2  | 2  | 2  | 3  | 3  | 3  | 3  | 2  | 2  | 1  | 1  | 1  | 1  | 1  | 1  | 1  | 1  |
| Valencia CF            | 3  | 3  | 8  | 4  | 2  | 1  | 1  | 2  | 5  | 4  | 4  | 4  | 4  | 4  | 4  | 4  | 4  | 4  | 4  | 3  | 3  | 3  | 2  | 2  | 3  | 2  |
| Real Madrid CF         | 5  | 8  | 9  | 12 | 8  | 5  | 5  | 4  | 3  | 1  | 1  | 1  | 1  | 1  | 2  | 1  | 1  | 1  | 2  | 2  | 2  | 2  | 3  | 3  | 2  | 3  |
| Atlético de Madrid     | 7  | 13 | 7  | 3  | 3  | 4  | 4  | 3  | 1  | 3  | 3  | 3  | 2  | 2  | 1  | 2  | 3  | 3  | 3  | 4  | 4  | 4  | 4  | 4  | 4  | 4  |
| Real Oviedo            | 12 | 11 | 13 | 10 | 11 | 12 | 11 | 10 | 11 | 7  | 10 | 12 | 8  | 7  | 8  | 7  | 6  | 6  | 6  | 6  | 6  | 5  | 5  | 5  | 5  | 5  |
| Atlético de Bilbao     | 1  | 9  | 4  | 8  | 10 | 11 | 10 | 11 | 10 | 11 | 9  | 11 | 7  | 9  | 7  | 8  | 8  | 8  | 8  | 8  | 8  | 7  | 7  | 8  | 9  | 6  |
| RCD Español            | 13 | 7  | 10 | 7  | 4  | 3  | 3  | 5  | 4  | 5  | 6  | 6  | 6  | 6  | 6  | 6  | 7  | 7  | 7  | 7  | 7  | 8  | 8  | 9  | 6  | 7  |
| Sevilla FC             | 8  | 2  | 6  | 2  | 7  | 6  | 8  | 8  | 7  | 9  | 7  | 7  | 9  | 11 | 13 | 11 | 13 | 13 | 12 | 12 | 12 | 10 | 11 | 6  | 7  | 8  |
| Gimnástico Tarragona   | 11 | 6  | 3  | 5  | 9  | 7  | 9  | 6  | 9  | 6  | 5  | 5  | 5  | 5  | 5  | 5  | 5  | 5  | 5  | 5  | 5  | 6  | 6  | 7  | 8  | 9  |
| Deportivo de La Coruña | 10 | 4  | 11 | 13 | 13 | 10 | 12 | 12 | 12 | 13 | 13 | 13 | 13 | 10 | 11 | 10 | 12 | 9  | 11 | 9  | 11 | 9  | 12 | 12 | 12 | 10 |
| Celta de Vigo          | 4  | 5  | 2  | 6  | 5  | 8  | 7  | 9  | 8  | 10 | 11 | 8  | 10 | 12 | 9  | 12 | 9  | 10 | 9  | 10 | 9  | 11 | 9  | 10 | 10 | 11 |
| Real Valladolid        | 14 | 12 | 5  | 11 | 6  | 9  | 6  | 7  | 6  | 8  | 8  | 10 | 11 | 8  | 10 | 13 | 10 | 11 | 10 | 11 | 10 | 12 | 10 | 11 | 11 | 12 |
| CD Alcoyano            | 6  | 10 | 12 | 9  | 12 | 13 | 13 | 13 | 13 | 12 | 12 | 9  | 12 | 13 | 12 | 9  | 11 | 12 | 13 | 13 | 13 | 13 | 13 | 13 | 13 | 13 |
| CD Sabadell            | 9  | 14 | 14 | 14 | 14 | 14 | 14 | 14 | 14 | 14 | 14 | 14 | 14 | 14 | 14 | 14 | 14 | 14 | 14 | 14 | 14 | 14 | 14 | 14 | 14 | 14 |

## Resultados
| Local \ Visitante         | ALC | ATH | ATM | BAR | CEL | DEP | ESP | GIM | OVI | RMA | SAB | SEV | VAL | VLD |
| ------------------------- | --- | --- | --- | --- | --- | --- | --- | --- | --- | --- | --- | --- | --- | --- |
| C. D. Alcoyano            | —   | 1–0 | 0–0 | 1–2 | 1–0 | 1–0 | 2–0 | 2–2 | 2–1 | 2–2 | 2–1 | 2–0 | 0–1 | 2–1 |
| Atlético de Bilbao        | 3–0 | —   | 1–3 | 2–0 | 3–2 | 3–1 | 4–3 | 4–1 | 0–1 | 2–3 | 7–2 | 4–0 | 3–2 | 7–2 |
| Atlético de Madrid        | 4–0 | 3–2 | —   | 2–0 | 3–0 | 4–0 | 2–1 | 1–0 | 6–0 | 0–2 | 6–0 | 1–1 | 2–2 | 2–0 |
| C. F. Barcelona           | 4–0 | 5–2 | 4–0 | —   | 3–1 | 5–1 | 2–1 | 3–1 | 5–2 | 3–1 | 4–1 | 2–1 | 4–3 | 6–0 |
| R. C. Celta de Vigo       | 5–1 | 3–4 | 2–2 | 2–2 | —   | 1–1 | 2–1 | 6–4 | 2–1 | 3–1 | 3–2 | 3–1 | 4–2 | 2–0 |
| R. C. Deportivo La Coruña | 6–1 | 3–1 | 3–1 | 2–2 | 3–3 | —   | 3–0 | 6–2 | 1–2 | 0–3 | 5–2 | 2–0 | 1–2 | 5–0 |
| R. C. D. Español          | 1–1 | 1–1 | 4–1 | 1–1 | 5–0 | 4–1 | —   | 5–4 | 0–0 | 3–2 | 6–2 | 1–0 | 3–0 | 5–1 |
| Gimnástico de Tarragona   | 3–1 | 3–1 | 2–1 | 2–2 | 3–2 | 1–4 | 4–1 | —   | 2–4 | 3–3 | 3–2 | 1–3 | 6–1 | 4–2 |
| Real Oviedo C. F.         | 1–1 | 6–3 | 2–0 | 2–0 | 5–2 | 4–1 | 3–0 | 0–2 | —   | 1–1 | 5–4 | 0–1 | 2–1 | 2–1 |
| Real Madrid C. F.         | 3–1 | 4–2 | 1–2 | 1–2 | 6–0 | 3–1 | 3–1 | 3–1 | 0–2 | —   | 5–1 | 1–0 | 4–3 | 4–1 |
| C. D. Sabadell            | 3–1 | 2–2 | 1–3 | 1–0 | 3–0 | 4–4 | 2–0 | 2–3 | 2–2 | 1–2 | —   | 1–3 | 0–3 | 3–1 |
| Sevilla C. F.             | 2–0 | 6–0 | 0–1 | 1–2 | 2–1 | 3–1 | 0–3 | 3–1 | 1–0 | 1–5 | 4–1 | —   | 0–2 | 2–1 |
| Valencia C. F.            | 5–3 | 5–0 | 4–3 | 4–2 | 1–0 | 7–1 | 4–1 | 7–0 | 3–1 | 4–4 | 3–0 | 2–0 | —   | 6–2 |
| Real Valladolid           | 4–2 | 1–0 | 0–1 | 1–1 | 4–2 | 1–0 | 1–0 | 3–1 | 2–1 | 2–0 | 4–0 | 2–0 | 1–1 | —   |

## Máximos goleadores
| #  | Jugador                 | Equipo             | Goles |
| -- | ----------------------- | ------------------ | ----- |
| 1º | César Rodríguez         | CF Barcelona       | 28    |
| 2º | Pahiño                  | Real Madrid        | 21    |
|    | Telmo Zarra             | Atlético de Bilbao | 21    |
| 4º | Edmundo Suárez, 'Mundo' | Valencia CF        | 19    |

## Portero menos goleado
- Marcel Domingo, del Atlético de Madrid, encajó 28 goles en 24 partidos, obteniendo un promedio de 1,17 goles por partido.